# Jalovec (Žilina)
Jalovec (in ungherese Jalóc) è un comune della Slovacchia facente parte del distretto di Liptovský Mikuláš, nella regione di Žilina.